# 2012年10月逝世人物列表
2012年逝世人物列表：1月 - 2月 - 3月 - 4月 - 5月 - 6月 - 7月 - 8月 - 9月 - 10月 - 11月 - 12月
2012年10月逝世人物列表，是用于汇总2012年10月期间逝世人物的列表。

## 依日期排序

### 10月1日
- 關山，原名關伯威，83歲，香港國語電影演員，影星關之琳父親。香港爽報
- 艾瑞克·霍布斯邦（Eric Hobsbawm），95歲，英國歷史學家及作家，因肺炎併發症病逝於倫敦皇家自由醫院。BBC（英語）（页面存档备份，存于）

### 10月2日
- 呂念祖，55歲，廣東歌手。羊城晚報
- 阮志天（Nguyễn Chí Thiện），73岁，越南诗人。纽约时报（页面存档备份，存于）
- 要福增，81歲，原中国科学院上海原子核研究所研究员。中国共产党新闻网（页面存档备份，存于）

### 10月3日
- 王同義，37歲，中華民國空軍中校，在法國進行幻象2000飛行訓練時墜機身亡。中時電子報
- 馬淵晴子（馬渕 晴子），75歲，日本演員，曾演出多部日劇包括《春日局》、《深夜食堂》等，肺癌病逝。產經新聞
- 李福清（Рифтин），80岁，苏联/俄罗斯汉学家。俄罗斯联邦驻华大使馆（页面存档备份，存于）

### 10月4日
- 帕拉摩·提拉維瓦塔納（Pramote Teerawiwatana），45岁，泰国羽毛球运动员。Badzine.net
- 惠天賜，55歲，香港男演員, 北京家中病逝。惠英紅微博、蘋果日報（页面存档备份，存于）、香港爽報[永久]

### 10月5日
- 基思·坎贝尔（Keith Campbell），58岁，英国生物学家，多利羊克隆者之一。科学网（页面存档备份，存于）
- 劉存寬，84歲，中國中外關係史、香港史專家。中新社（页面存档备份，存于）
- 謝瑞智，77歲，中華民國法學學者，曾任國大代表、中央警察大學校長。中時電子報
- 甘健成，66歲，香港鏞記酒家第二代掌舵人、董事總經理。東方日報（页面存档备份，存于）

### 10月6日
- 沙德利·本·杰迪德（Chadli Bendjedid），83岁，阿尔及利亚政治人物，前总统。BBC（页面存档备份，存于）
- 李旭阁，85岁，中国军事人物，原第二炮兵司令员，1988年授中将。搜狐（页面存档备份，存于）
- 干淡如，88歲，旅日台灣藝人歐陽菲菲及台北市議員歐陽龍的母親。nownews（页面存档备份，存于）

### 10月7日
- 林若，89歲，中国政治人物，中共廣東省委原書記、省人大常委會原主任。新華網（页面存档备份，存于）

### 10月8日
- 唐尼·布彻（Donnie Butcher），76岁，美国篮球运动员。ESPN
- 艾略特·羅麥斯（Eric Lomax），93岁，苏格兰作家。BBC（页面存档备份，存于）

### 10月9日
- 肯尼·罗林斯（Kenny Rollins），89岁，美国职业篮球运动员。Kentucky（页面存档备份，存于）
- 帕迪·貝茨（Roy Bates），91歲，西蘭公國的創立者。新頭殼（页面存档备份，存于）
- 劉啟民，49歲，台灣学者，友立資訊總經理，國立交通大學教授。NOWnews（页面存档备份，存于）

### 10月11日
- 赫尔穆特·哈勒（Helmut Haller），73岁，德国足球运动员。独立报
- 皮尔·乌戈·卡尔佐拉里（Pier Ugo Calzolari），74岁，意大利工程师，博洛尼亚大学前校长。Ilrestodelcarlino（页面存档备份，存于）

### 10月12日
- 郑国锠，99岁，中国植物细胞生物学家，中国科学院资深院士。科學網（页面存档备份，存于）

### 10月13日
- 司徒錦源，48歲，香港著名的電影與電視編劇。東方網
- 趙卿煥（조경환），67歲，韓國男演員。曾在《大長今》中飾演吳兼護、在《李祘》中飾演崔錫周。肝癌病逝。明報
- 加利·哥連斯（Gary Collins），74歲，美國男演員。明報
- 丸谷才一，87岁，日本小说家。朝日新闻（页面存档备份，存于）

### 10月14日
- 今井和子，79歲，日本女演員，曾演出《阿信的故事》，肺癌病逝。明報
- 約翰·莫爾頓爵士（Sir John Moreton），94歲，英國外交官，英國駐越南大使（1969－1971年）。每日電訊報（页面存档备份，存于）

### 10月15日
- 诺罗敦·西哈努克，89岁，柬埔寨王国太皇、前国王及国家元首。新华社（页面存档备份，存于）
- 阮秋，89歲，1982─2000年任香港黃大仙區民選區議員，曾獲頒MBE勳銜和銅紫荊星章東方日報（页面存档备份，存于）

### 10月17日
- 若松孝二，76岁，日本色情電影大師。法新社（页面存档备份，存于）
- 施維亞·姬絲桃（Sylvia Kristel），60歲，荷蘭女演員。明報
- 斯坦福·沃弗辛斯基（Stanford Ovshinsky），80岁，美国科学家、发明家，“太阳能光伏之父”，拥有近400项专利。太阳能光伏网（页面存档备份，存于）

### 10月18日
- 斯莱特·马丁（Slater Martin），86岁，美国篮球运动员。纽约时报（页面存档备份，存于）

### 10月19日
- 申東靖，29歲，台灣男藝人，前可米小子成員，因腦部右側硬腦膜下出血，引發多重器官衰竭病逝。ET Today（页面存档备份，存于）
- 程辛，92岁，中国政治人物，原第六机械工业部副部长。新华社
- 林肯·亞歷山大（Lincoln Alexander），90岁，加拿大政治人物，前安大略省督。The Star（页面存档备份，存于）
- 威桑·哈山（阿拉伯語： وسام عدنان الحسن、Wissām ‘Adnān al-Ḥassan），47岁，黎巴嫩情報首長，死於汽車炸彈襲擊。自由時報[永久]

### 10月20日
- 唐纳尔·托马斯（Edward Donnall Thomas），92岁，美国医学家，1990年诺贝尔生理学或医学奖获得者。科學網（页面存档备份，存于）

### 10月21日
- 勞思光，85歲，中央研究院院士、華梵大學哲學系教授。聯合新聞網、自由時報[永久]、中央社
- 麥高文（George McGovern），90歲，前美國民主黨參議員，曾三度競選美國總統[1][2][3][4]。
- 呂紫劍，118歲，中國大陸著名武術家、八卦掌一代宗師、中華武術九段。重慶商報
- 多布羅沃爾斯基（Antoni Dobrowolski），108歲，波蘭奧斯威辛納粹集中營幸存者。太陽報（页面存档备份，存于）

### 10月22日
- 陳壽彝，79歲，台灣廟宇彩繪大師、文化部指定重要傳統藝術保存人。聯合報[]中央社-1／中央社-2

### 10月23日
- 徐堅，59歲，台灣藝人ASOS姐妹的父親。中國時報
- 陳楚蕙，69歲，香港潮劇演員。馬來西亞中國報

### 10月25日
- 雅克·巴尔赞(Jacques Barzun)，104岁，美国历史学家、随笔作家、文化批评家与教育家。纽约時报中文网
- 石馬克（Mark Selikoff），43歲，台灣（美籍）藝人。 ETtoday（页面存档备份，存于）黃英惠部落格

### 10月26日
- 娜緹娜·瑞德（Natina Reed），32歲，美國演員、R&B歌手，車禍身亡。今日新聞網
- 埃洛伊·古铁雷斯·梅诺约，77岁，古巴政治人物。纽约时报（页面存档备份，存于）
- 宫本直毅，77岁，日本围棋棋手。朝日新闻（页面存档备份，存于）

### 10月27日
- 汉斯·维尔纳·亨策（Hans Werner Henze），86歲，德國作曲家，馬克思主義者。新頭殼（页面存档备份，存于）

### 10月29日
- 华莱士·萨金特（Wallace Sargent），77岁，美国天文学家[5]。
- 何錫麟，80歲，信永中和（香港）創辦人。蘋果日報（页面存档备份，存于）

### 10月30日
- 徐朝清，87歲，影片《爱情天梯》的女主人公原型[6]。

### 10月31日
- 盖·奥伦蒂（Gae Aulenti），84岁，意大利建筑师[7][8]。纽约时报（页面存档备份，存于）